# Philipp Jakob Mayer
Philipp Jakob Mayer (* 14. April 1870 in Albig; † 3. Januar 1936 in Mainz) war ein deutscher Geistlicher und Theologe. Ab 1922 war er Generalvikar der Diözese Mainz.

## Leben
Mayer studierte nach dem Abitur in Mainz katholische Theologie. Nach seiner Priesterweihe am 16. August 1892 wurde er Kaplan in der Pfarrei St. Stephan in Mainz und später in Ober-Olm. In dieser Zeit trat der katholischen Studentenverbindung W.k.St.V. Unitas Hetania zu Würzburg bei. 1895 wurde er für weitere theologische Studien freigestellt und erlangte 1897 schließlich den Doktorgrad in der Theologie. 1897 wurde er Lehrer am Gymnasium in Bensheim und 1906 dort Oberlehrer. 1908 kehrte er nach Mainz zurück, wo er als Professor am Gymnasium lehrte. Im Jahr 1917 erfolgte seine Wahl zum Domkapitular. Von 1920 bis 1922 amtierte er als Regens am Mainzer Priesterseminar. Am 19. März 1922 wurde er von Bischof Ludwig Maria Hugo zum Generalvikar ernannt.
In seine Amtszeit fiel damit auch der Aufstieg der NSDAP im Deutschen Reich. Am 4. August 1929 wurde während gewaltsamer Auseinandersetzungen beim Reichsparteitag der NSDAP in Nürnberg ein NSDAP-Mitglied getötet. Am 9. August fand dessen kirchliche Beerdigung in Lorsch im Bistum Mainz statt. Der Lorscher Ortspfarrer verbot eine offizielle Beteiligung von NSDAP-Gruppierungen bei der Beerdigung mit Verweis auf deren unchristliche, rassistische und antisemitische Grundhaltung. Daraufhin wandte sich ein katholischer Anhänger der NSDAP an das Mainzer Bischöfliche Ordinariat zwecks Klärung der Haltung der Kirche zur NSDAP.
Generalvikar Mayer lehnte daraufhin in einer entsprechenden Stellungnahme die Vereinbarkeit von Katholizismus und Nationalsozialismus generell ab. Er bezog sich dabei auf die Punkte 4 und 24 des 25-Punkte-Programms der NSDAP. Zu Punkt 4 erklärte Mayer, eine Überspannung des Nationalismus führe zur Geringschätzung und zum Hass gegen fremde Völker, insbesondere das jüdische Volk. Zu Punkt 24 führte Mayer aus, dass die Einstellung des Nationalsozialismus bezüglich des Christentums und des Katholizismus im besonderen bedeute, die auf dem Christentum basierenden Handlungsmaximen und Normen zu negieren und aufzulösen. Der Punkt 24 erhebe das Sittlichkeits- und Moralgefühl der germanischen Rasse zur ethischen Handlungsnorm, ohne im Einzelnen festzulegen, was genau darunter zu verstehen sei.
Der Vorfall wurde durch die Presseorgane der NSDAP überregional bekannt.
Ein Jahr später bat ein Pfarrer aus dem Odenwald erneut um eine Klarstellung zum Nationalsozialismus, da dieser unter dem Deckmantel christlicher Ideen eine intensive Agitation betreiben würde. Mayer führte dazu aus:

„Die von Hitler gegründete nationalsozialistische deutsche Arbeiterpartei gehört wegen Punkt 24 ihres Programmes zu den von der Kirche verbotenen Vereinen (...). Daraus ergibt sich, 1. daß es einem Katholischen nicht gestattet sein kann, eingeschriebenes Mitglied der Hitlerpartei zu werden, und 2. daß eine korporative Teilnahme dieser Partei an katholischen Gottesdiensten und Begräbnissen nicht erlaubt werden darf.“

Damit waren Nationalsozialisten vom Mainzer Ordinariat faktisch aus der Kirche ausgeschlossen worden. Daraus resultierend verweigerte Mayer 1931 dem verstorbenen NSDAP-Gauleiter Peter Gemeinder das kirchliche Begräbnis. Diese „Mainzer Position“ wurde auch innerkirchlich heftig diskutiert. Der Münchener Kardinal Michael von Faulhaber lehnte sie wegen ihrer praktischen Undurchführbarkeit ab. Ein einheitliches Vorgehen des deutschen Episkopats in Sachen Nationalsozialismus kam daher nicht zustande, obgleich man die NSDAP wegen ihrer religionsfeindlichen Zielsetzungen eher ablehnend betrachtete. Nach der Machtergreifung Hitlers 1933 und dessen Konkordatsverhandlungen mit dem Heiligen Stuhl kam es zu einer deutlichen Abschwächung der bisherigen Oppositionshaltung gegenüber der NSDAP. Wie Mayer und sein Bischof Ludwig Maria Hugo darauf reagiert haben, kann nicht mehr geklärt werden, da etliche Archivunterlagen im Zweiten Weltkrieg verbrannten. Bischof Hugo wurde allerdings in der Folgezeit wiederholt Zielscheibe nationalsozialistischer Agitation.
Nach dem Tod Hugos 1935 wurde Mayer zum Kapitularvikar, also zum Verwalter des Bistums gewählt. Nach der Wahl Albert Stohrs im Juni 1935 zum neuen Bischof wurde er erneut Generalvikar. Er konnte das Amt jedoch nur noch wenige Monate ausüben. Am 3. Januar 1936 starb er in Mainz. Begraben wurde er auf dem Domfriedhof.